# Benoît Hartmann
Pour les articles homonymes, voir Hartmann.
Benoît Hartmann, né le 27 janvier 1865 et mort le 31 janvier 1945, est un artiste peintre alsacien qui fit partie du cercle de Saint-Léonard.
On lui doit surtout des aquarelles de paysages sundgauviens bucoliques, bien qu'il ait aussi pratiqué la peinture à l'huile et la marqueterie. Il est, entre autres, l'auteur de l'aquarelle du Moulin de Carspach (1890).

## Biographie
Benoît Hartmann est né à Carspach, dans le Haut-Rhin, le 27 janvier 1865. Il était le fils d'un journalier, Morand Hartmann, et de Catherine Hartmann. Il partit étudier le dessin à Strasbourg, et se lia d'amitié avec Charles Spindler, puis il suivit les cours de l'académie des beaux-arts de Dusseldorf et enfin il s'inscrivit à l'académie des beaux-arts de Munich. Il alla ensuite à Paris, où il fit ses dernières armes de peintre dans les ateliers d'Alfred Roll et d'Eugène Carrière, encouragé et soutenu par le mécène Aimé Jourdain (originaire d'Altkirch). 
Désormais formé et rompu à son art, il s'installa d'abord à Hirsingue. Puis il déménagea à Mulhouse en 1896 et fonda, avec un certain Friess, l'union artistique La Palette. 
Certaines de ces aquarelles furent reproduites sous forme de cartes postales et connurent un grand succès auprès du public, ce qui lui valut une certaine notoriété. Il exposa aux Salons d'hiver à Paris, à Strasbourg, en 1897, 1901, 1904 et en 1908, ainsi qu'à Mulhouse de 1904 à 1910.
Il était marié à Émilie Menges, avec laquelle il eut un fils, enfant unique qui ne lui survécut pas puisqu'il le perdit en 1935. Vers la fin de sa vie, il devint aveugle et sa francophilie lui valut quelques désagréables confrontations avec la Gestapo durant l'occupation de 1940 à 1945. Il mourut le 31 janvier 1945 à l'âge de 80 ans. 
Il est enterré au cimetière de Dornach (Mulhouse).
Joseph Bruxer écrit à propos de ses tableaux : « Ce qu'il y a de meilleur, peut-être d'immortel dans ses créations, c'est son amour pour la petite patrie, la contrée d'où il est originaire, avec ses manières spéciales, ses charmes particuliers, ses gens qui lui sont chers... »